# Мадисвиль
Мадисвиль (нем. Madiswil) — коммуна в Швейцарии, в кантоне Берн. 
Входит в состав округа Аарванген. Население составляет 2133 человека (на 31 декабря 2006 года). Официальный код — 0332.